# USS Wahoo (SS-238)
USS Wahoo (SS-238) — американская подводная лодка, первая лодка класса «Гато» времён Второй мировой войны. Названа в честь вида лучепёрых рыб семейства скумбриевых, обитающего вдоль Атлантического побережья США. Подлодка «Ваху» под командованием Дадли Мортона стала одной из самых успешных на тихоокеанском театре военных действий, потопив 19 судов и кораблей противника. В октябре 1943 года лодка была потоплена японскими кораблями и авиацией в Японском море.

## История постройки

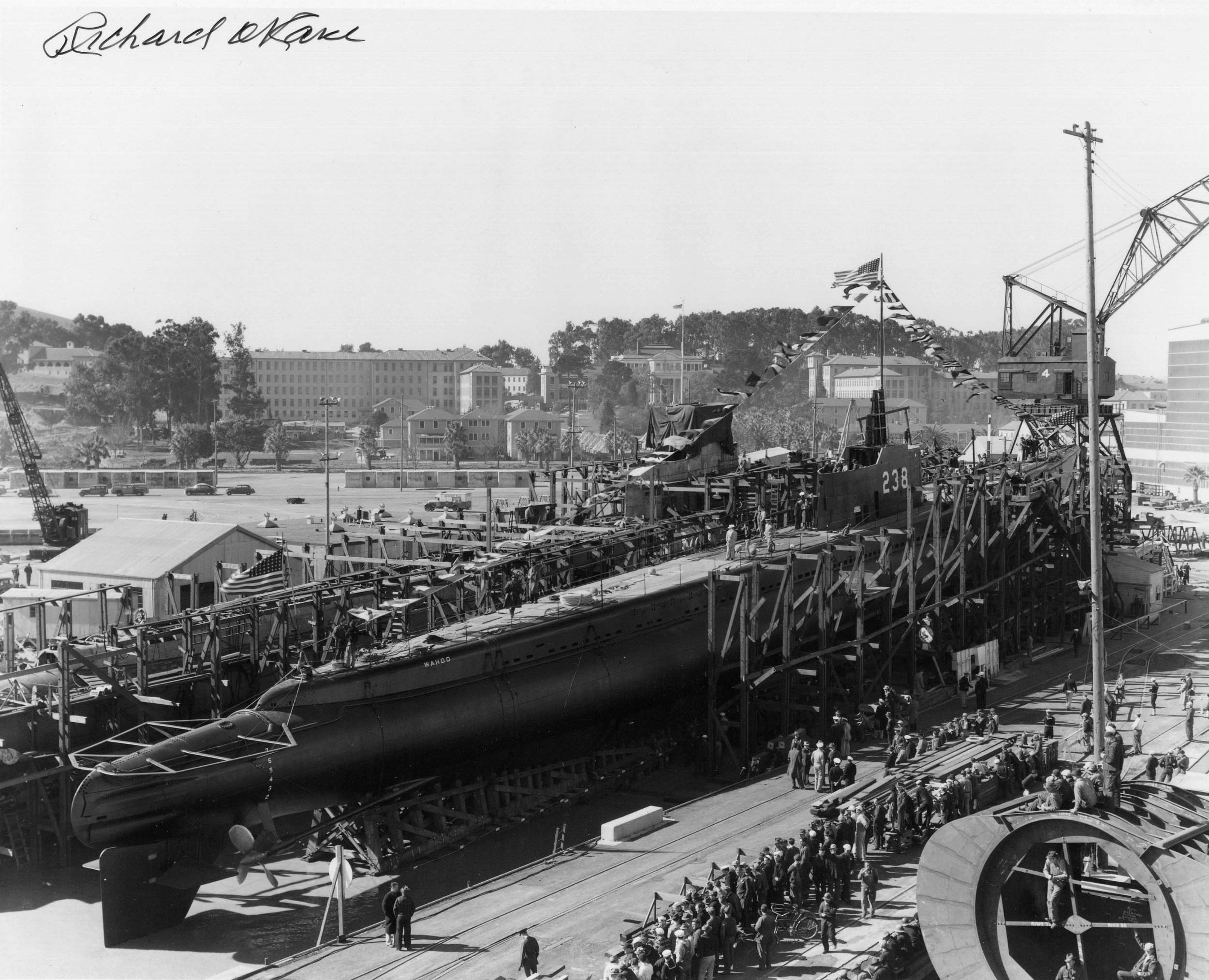
«Ваху» перед спуском на воду. Фотография подписана старпомом Ричардом О’Кейном.

Подводная лодка «Ваху» была заложена 28 июня 1941 года на военно-морской верфи Мар-Айленд в Калифорнии. Спуск на воду состоялся 14 февраля 1942. Введена в строй 15 мая 1942 года. Первым командиром лодки стал Марвин «Пинки» Кеннеди, закончивший Военно-морскую академию США в 1929 году. Старпомом в течение первых пяти боевых походов был лейтенант Ричард О’Кейн.
После прохождения ходовых испытаний и обучения экипажа у калифорнийского побережья, «Ваху» 12 августа направилась в Пёрл-Харбор. Дополнительное обучение было закончено 21 августа.

## Первый поход, август-октябрь 1942
23 августа 1942 года «Ваху» начала свой первый боевой поход, в задачи которого входило патрулирование района к западу от островов Трук, между островами Холл и атоллом Намонуито. 6 сентября, на третий день пребывания в районе патрулирования, «Ваху» выпустила три торпеды по первой цели, одиночному сухогрузу. Все торпеды прошли мимо и японское судно резко сменило курс, намереваясь таранить подлодку. «Ваху» избежала столкновения и скрылась, опасаясь возможной атаки с воздуха.
Подлодка продолжила патрулирование близ островов Трук до 20 сентября, когда было принято решение перейти в район южнее атолла Намонуито. Ночью, при полной луне и чистом небе, «Ваху» обнаружила грузовое судно в сопровождении эскорта. Первые три торпеды прошли мимо, четвёрта поразила цель, которая начала крениться на правый борт и оседать на корму. Через четыре минуты серия из трёх взрывов уничтожила судно. Эскортный корабль начал преследование, но лодке удалось уйти, изменив курс и укрывшись за дождевым шквалом. Объединенный комитет по учёту потерь сначала засчитал потопление грузового судна водоизмещением 6500 тонн, но его не удалось подтвердить в ходе послевоенного анализа японских документов.
«Ваху» в ходе дальнейшего патрулирования обнаружила лишь несколько самолётов, патрульный катер и тендер. 1 октября лодка переместилась к острову Онаун, но нашла там только несколько рыболовных траулеров. В течение нескольких последующих дней лодка упустила две из своих лучших целей за всю войну. Первой целью был лёгкий авианосец «Тиёда», шедший без эскорта — «Ваху» не удалось занять позицию для стрельбы. 5 октября был замечен авианосец, опознанный как «Рюдзё», в сопровождении двух эсминцев. Командиру не хватило опыта и агрессивности для того, чтобы начать атаку. Два дня спустя «Ваху» покинула район патрулирования. 16 октября лодка пришла в точку рандеву с эскортным кораблём и через день прибыла в Пёрл-Харбор.
«Ваху» прошла обслуживание и переоснащение на плавучей базе подводных лодок USS Sperry (AS-12), затем в Пёрл-Харборе, получив 100-мм палубное орудие и 20-мм зенитные автоматы.

## Второй поход, ноябрь-декабрь 1942
Второй поход подлодка начала 8 ноября 1942 года. На борту присутствовал лейтенант-коммандер Дадли «Маш» Мортон, для него это был испытательный поход перед назначением на должность командира подводной лодки. Районом патрулирования стали Соломоновы Острова, между Бугенвилем и Бука. 30 ноября лодка обнаружила на дистанции 7,3 км небольшой сухогруз или транспорт и сопровождавший его эсминец. Выйти в позицию для торпедной атаки «Ваху» не успела и проследовала к мысу Ханпан.
В течение 17 дней подлодка патрулировала проход между островом Бука и Килинаилау. 7 декабря Кеннеди принял решение на несколько дней перейти в район между островами Трук и Шортлендскими островами. Результатов это не принесло, но на обратном пути лодка наткнулась на конвой из трёх крупных судов в сопровождении одного эсминца. В качестве первой цели был выбран эсминец, но лодке не удалось выйти в позицию для атаки. Кеннеди не стал медлить и выстрелил веером из четырёх торпед по ближайшему танкеру с дистанции 640 метров. Несмотря на три попадания танкер «Камои-мару» (5400 тонн) затонул лишь через два часа. Эсминец подошёл слишком близко, атаку пришлось прервать и начать погружение. Эсминец сбросил около 40 глубинных бомб на безопасном удалении от «Ваху». Вместо использования поискового радара SJ для повторной атаки, в ходе которой можно было потопить грузовое судно, подбиравшее экипаж затонувшего танкера, и эсминец, командир подлодки принял решение перейти в другой район.
Других подходящих целей найдено не было, 15 декабря «Ваху» покинула район патрулирования и 26 декабря прибыла в Брисбен. 31 декабря 1942 года новым командиром лодки был назначен Дадли Мортон.

## Третий поход, январь-февраль 1943
«Ваху» была вновь готова выйти в море 16 января 1943 года. Перед следующим походом лодка приняла участие в испытании сонара в заливе Мортон вместе с эсминцем USS Patterson (DD-392). Через три дня «Ваху» прошла пролив Витязь и направилась на разведку подходов к японской авиабазе Вевак, расположенной на северном побережье Новой Гвинеи.

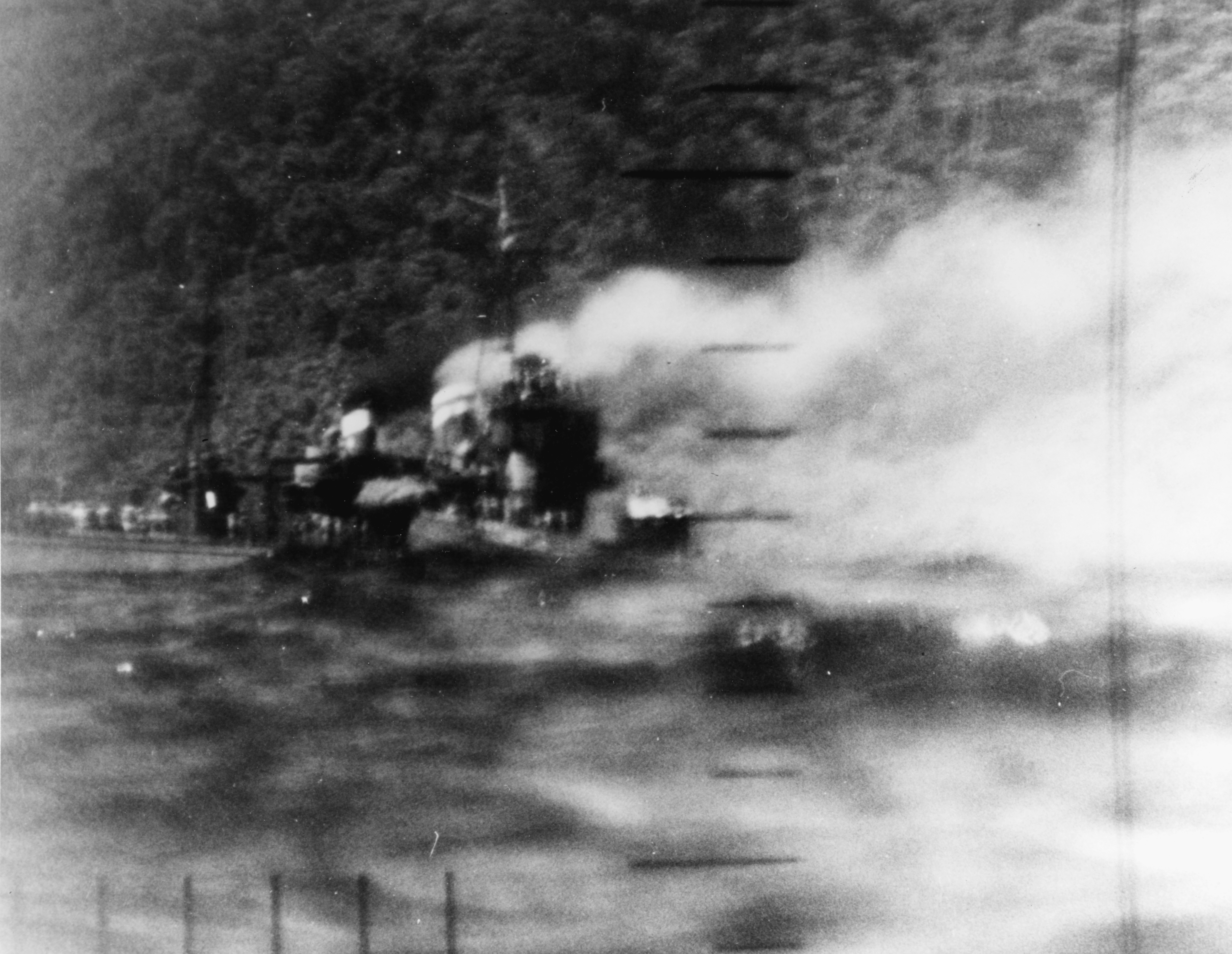
Торпедированный японский эсминец «Харусамэ». Съёмка через перископ.

24 января «Ваху» прошла в двух милях (3,7 км) к северу от острова Каириру, затем пошла вдоль западного побережья, где обнаружила эсминец «Харусамэ» и подводную лодку класса «Кайтю». Эсминец быстро удалялся, поэтому Мортон выпустил по нему серию из трёх торпед с дистанции 1100 метров, но все они прошли за кормой «Харусамэ». От четвёртой торпеды эсминец уклонился и, развернувшись, устремился к подлодке, чья позиция была демаскирована следом от парогазовых торпед. С дистанции 730 метров «Ваху» выпустила последнюю торпеду носового аппарата, поразившую эсминец. «Харусамэ» получил тяжёлые повреждения и был вынужден выброситься на берег, чтобы избежать затопления.

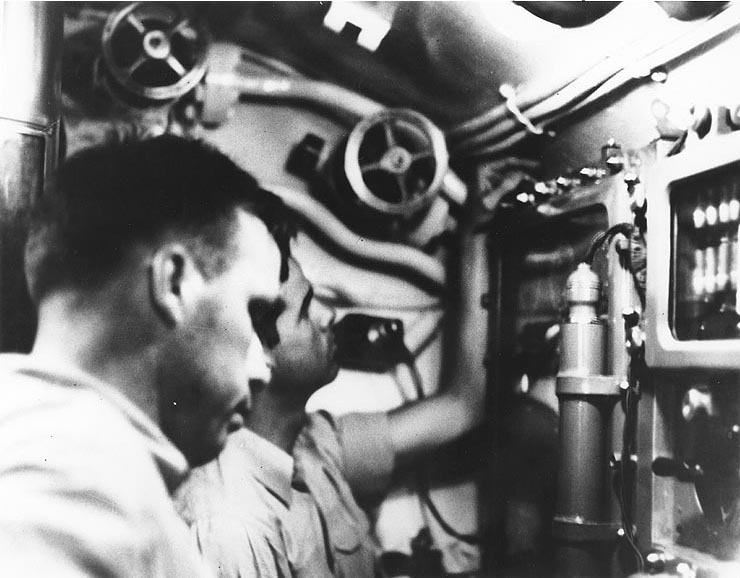
Мортон (на переднем плане) и О’Кейн в боевой рубке «Ваху» во время атаки конвоя у побережья Новой Гвинеи. 26 января 1943 года.

На следующий день «Ваху» сменила курс и направилась к Палау. 26 января на горизонте был замечен дым двух судов. Подлодка заняла позицию и выпустила две торпеды по головному судну, через 17 секунд — ещё две по второму. Первые две торпеды поразили «Фукуей-мару». Третья торпеда прошла впереди второго судна, четвёртая попала. «Ваху» подошла ближе для изучения последствий атаки и обнаружила ещё два судна — крупный транспорт «Буё-мару» и танкер. «Фукуей-мару» получил сильный крен на левый борт и начал погружаться кормой вперёд. Повреждённое второе судно на небольшой скорости направилось в сторону подлодки, но залп тремя торпедами, две из которых попали в цель, остановили его. Теперь к подлодке прямым курсом шёл «Буё-мару», и его не остановило попадание одной из двух выпущенных навстречу торпед. На «Ваху» были вынуждены резко изменить курс, чтобы избежать столкновения.
Вернувшись на перископную глубину, подлодка обнаружила, что «Фукуей-мару» затонул, второе судно было всё ещё на плаву, но получило повреждение рулевого механизма. «Буё-мару» потерял ход. «Ваху» продолжила атаку, выпустив по нему торпеду, но она прошла под килем не взорвавшись — подвёл магнитный взрыватель. Следующая торпеда сработала безотказно, и в результате сильного взрыва судно разломилось. Мортон не стал преследовать грузовое судно и танкер, решив всплыть, чтобы подзарядить аккумуляторные батареи. На месте гибели «Буё-мару» было около двадцати шлюпок с японцами. Существует несколько противоречивых версий последовавших событий. Вице-адмирал Чарльз Локвуд, командующий тихоокеанскими подводными силами, пишет, что японские солдаты первыми открыли огонь из винтовок и пулемётов по подводной лодке, которая открыла ответный огонь. Ричард Ричард О’Кейн настаивает на том, что подводники открыли огонь для того, чтобы заставить японцев покинуть шлюпки, непосредственно по солдатам огонь не вёлся. Военный историк Клэй Блэр утверждает, что подлодка первой открыла огонь по шлюпкам из палубного орудия, и те начали стрелять в ответ. Историк Джоэл Холвитт также подтверждает версию о том, что Мортон отдал приказ открыть артиллерийский, а затем и пулемётный огонь по шлюпкам. Действуя в соответствии с собственным пониманием доктрины неограниченной подводной войны, которая сама по себе являлась нарушением международных конвенций о правилах ведения морской войны, Мортон стремился любыми средствами уничтожить живую силу противника и с молчаливого одобрения командования фактически совершил военное преступление. В любом случае, на подлодке не смогли правильно оценить обстановку — бо́льшую часть находившихся на борту «Буё-мару» составляли индийские военнопленные, которых сопровождали японские солдаты. Из 1126 человек погибло 195 индусов и 87 японцев, включая погибших при взрыве торпеды и утонувших вместе с судном.

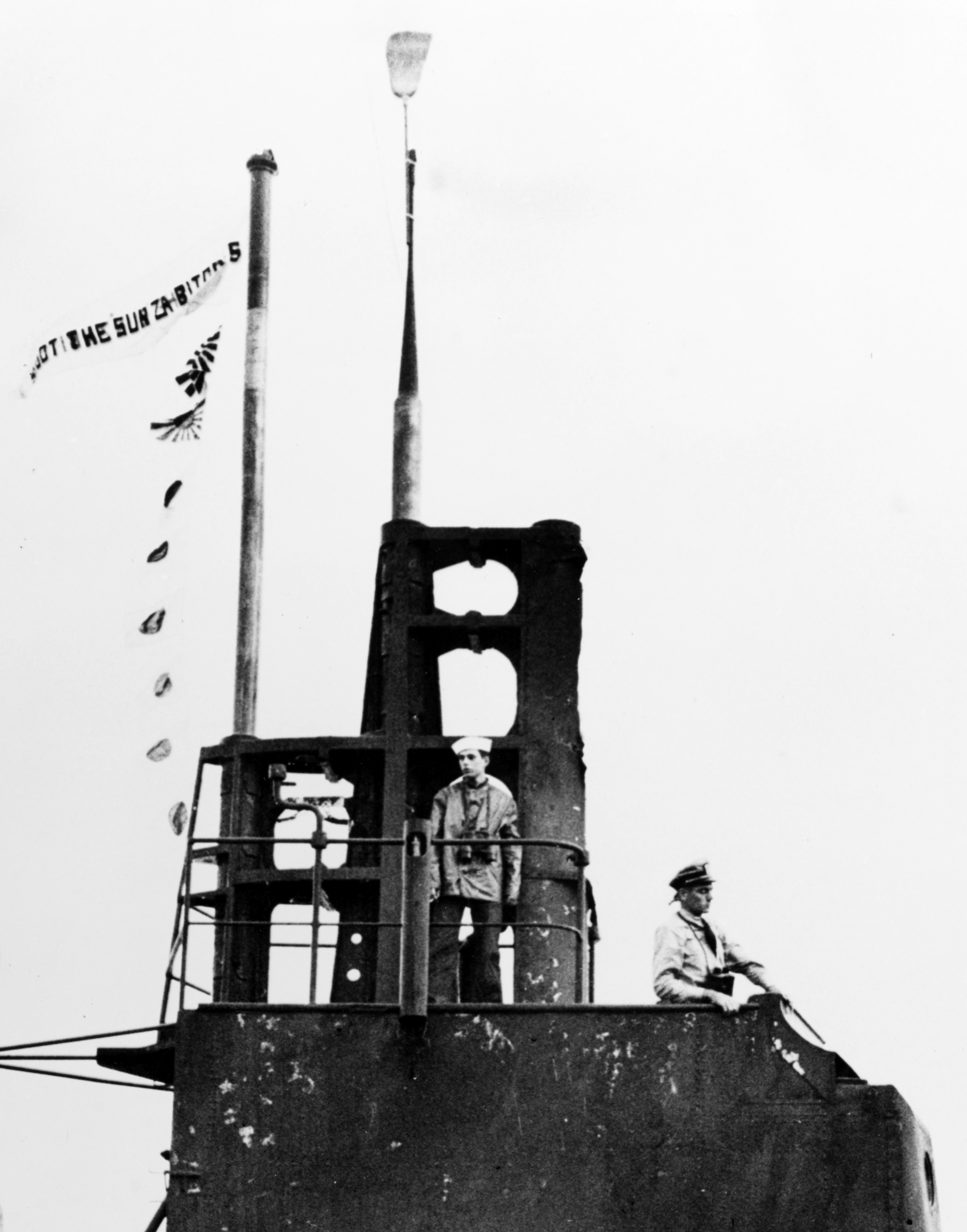
«Ваху» возвращается в Пёрл-Харбор с метлой, прикреплённой к перископу.

Далее «Ваху» устремилась в погоню за двумя оставшимися судами. Первым был атакован танкер. Одна из двух выпущенных по нему торпед попала в цель, и танкер практически мгновенно затонул. Затем «Ваху» выпустила последние две торпеды по грузовому судну, которое затонуло через 15 минут после попадания.
27 января 1943 года «Ваху» установила контакт с конвоем из восьми судов, в том числе двумя сухогрузами и танкером. Отсутствие торпед вынудило Мортона прибегнуть к необычной тактике. Он планировал всплыть за кормой танкера, рассчитывая вызвать панику среди шедших без эскорта судов, и на то, что невооружённый танкер отстанет и его удастся потопить артиллерийским огнём. План сработал лишь частично. После всплытия лодки из-за дождевого шквала появился незамеченный ранее эсминец и направился к «Ваху». Подводной лодке пришлось развернуться и уходить. Затем интенсивный обстрел с эсминца вынудил «Ваху» погрузиться. Эсминец сбросил шесть глубинных бомб, не причинивших лодке вреда. Об этом эпизоде Мортон сообщил лаконичной радиограммой: «Еще один артиллерийский бой. Эсминец стреляет, „Уоху“ убегает».
Подлодка покинула район патрулирования и пришла в Пёрл-Харбор 7 февраля, через 23 дня после выхода из Брисбена. Перед прибытием на базу к перископу «Ваху» в соответствии со старой морской традицией прикрепили метлу в знак того, что «океан очищен от противника». В Пёрл-Харбор лодка прошла обслуживание, которое было закончено к 17 февраля.

## Четвёртый поход, февраль-апрель 1943
23 февраля 1943 года «Ваху» вышла из Пёрл-Харбора и через четыре дня прибыла в Мидуэй, где пополнила запасы топлива, после чего направилась в район патрулирования. Мортон выбрал для патрулирования северную часть Жёлтого моря, близ устья реки Ялуцзян и порта Далянь, где американские подлодки ещё ни разу не появлялись из-за мелководья — средняя глубина составляла 37 метров. По пути к району патрулирования лодка выполняла тренировочные погружения и учебные торпедные атаки. Переход в Восточно-Китайское море «Ваху» смогла выполнить в надводном положении, так как ей не встретился ни один японский самолёт. 11 марта подлодка прибыла в район патрулирования — основной целью были судоходные пути Нагасаки-Формоза и Симоносеки-Формоза.
19 марта было атаковано первое судно — сухогруз «Зоген-мару», который разломился пополам после попадания единственной торпеды и практически мгновенно затонул. Четыре часа спустя «Ваху» обнаружила ещё одно грузовое судно, «Кова-мару», и выпустила по нему две торпеды. Первая торпеда взорвалась под фок-мачтой, оставив большую пробоину, вторая ударилась в борт, не взорвавшись. Чтобы добить цель подлодка выпустила ещё две торпеды, но судну удалось уклониться от них.
Патрулирование было продолжено у побережья Кореи, к югу от Нампхо. 21 марта было обнаружено крупное грузовое судно, идентифицированное как «Хозен-мару». «Ваху» выпустила три торпеды, третья из которых попала в борт в районе миделя. Судно затонуло носом вперёд через четыре минуты, из числа находившихся на борту спаслись 33 человека.
Четыре часа спустя «Ваху» обнаружила сухогруз «Нитцу-мару». Две из трёх выпущенных торпед взорвались в районе мостика и грот-мачты. Судно затонуло в течение трёх минут, и на поверхности воды оказалось всего четверо выживших, отказавшихся принять помощь. «Ваху» направилась на запад, в сторону Шаньдуна, затем повернула в сторону Порт-Артура.
23 марта лодка обнаружила множество целей — сухогруз и углевоз «Катёсян-мару», по которому «Ваху» выпустила одну торпеду, взорвавшуюся в районе мостика. Углевоз потерял ход и затонул через 13 минут.
«Ваху» переместилась в Западно-Корейский залив, в 50 километрах к юго-востоку от Даляня. Наибольшая глубина в этом районе составляет 91 метр, а средняя — всего 37 метров.
24 марта, в 12:47, на подлодке заметили дым на горизонте, и «Ваху» начала выход в позицию для атаки. В 19:49 были выпущены веером три торпеды по крупному нефтяному танкеру «Такаосан-мару». Первые две торпеды взорвались преждевременно, третья прошла мимо. «Ваху» выпустила четвёртую торпеду, которая снова прошла мимо. В это время на танкере заметили перископ и открыли артиллерийский огонь. После 14 минут обстрела «Ваху» всплыла, заняла позицию впереди танкера и снова погрузилась. Следующая атака оказалась удачной — одна из трёх торпед попала в машинное отделение, и танкер затонул через четыре минуты.
На следующий день было обнаружено грузовое судно «Сацуки-мару». Подлодка выпустила две торпеды, которые взорвались преждевременно, и всплыла, чтобы потопить судно огнём из палубных орудий. После обстрела из 20-мм «Эрликонов» и почти 90 попаданий из 76-мм орудия «Сацуки-мару» загорелось и в течение часа затонуло. На следующее утро артиллерийским огнём удалось потопить ещё один небольшой сухогруз, пытавшийся таранить лодку. Через несколько часов «Ваху» уничтожила 100-тонный траулер, который пришлось добивать коктейлями Молотова, после заклинивания всех трёх «Эрликонов». 28 марта во время патрулирования судоходных путей Симоносеки—Формоза огнём из 20-мм орудий были уничтожены два моторных сампана.
29 марта подложка обнаружила сухогруз «Ямабато-мару» и выпустила по нему две торпеды из кормовых аппаратов. Первая торпеда взорвалась в районе грот-мачты, в результате судно разломилось, носовая часть затонула через две минуты. Вторая торпеда прошла мимо, так как попадание первой лишило судно хода. «Ваху» всплыла и отправилась на базу через пролив Коллнета. Патрулирование было закончено с рекордным на тот момент результатом по количеству потопленных судов и кораблей. Дешифровка перехваченных радиограмм показала, что противник ограничил в Жёлтом море, думая, что в этом районе действует «волчья стая», а не одиночная подлодка.
В это время командование армии США планировало операцию по захвату острова Атту, и адмирал Минэити Кога вернул свои основные силы из Трука в Токийский залив. Из дешифрованных сообщений стало ясно, что японцы намерены воспрепятствовать захвату Алеутских островов, направив в этот район значительные силы флота. Для перехвата японских кораблей командование подводными силами Тихоокеанского флота решило направить «Ваху» в район Курильских островов.
Подводная лодка прибыла в Мидуэй 6 апреля 1943 года, на следующий день прошла обслуживание и к 25 апреля была готова к следующему походу.

## Пятый поход, апрель-май 1943
Пятый боевой поход «Ваху» начался 25 апреля. Подлодка вышла из Мидуэя в сопровождении воздушного эскорта и направилась к Курильским островам. На следующий день лодка занималась патрулированием и разведкой близ острова Матуа. Проведены фотосъёмка японских укреплений на острове и разведка островов к юго-западу от Матуа.
4 мая «Ваху» проводила разведку у северо-восточной оконечности острова Итуруп, затем направилась на юго-восток, где был обнаружен гидроавианосец «Камикава-мару». Подлодка из подводного положения выпустила залп из трёх торпед — первая взорвалась в районе мостика, остальные прошли мимо. «Камикава-мару» лёг на обратный курс и пошёл 11-узловым ходом. «Ваху» не стала преследовать цель и продолжила идти сначала на восток, затем перешла в район южнее Курильских островов. Гидроавианосец получил небольшой крен, но уцелел, был потоплен 29 мая 1943 года подлодкой USS Scamp (SS-277).
7 мая у северо-восточного побережья Хонсю были обнаружены три судна, идущие вдоль берега северным курсом. Подлодка выпустила две торпеды по головному судно и сразу же серию из четырёх торпед по эскортному кораблю. Первая торпеда поразила цель, 5340-тонное грузовое судно «Тамон-мару № 5», которое разломилось и быстро затонуло. Эскорт уклонился от всех четырёх торпед и покинул район атаки.
«Ваху» продолжила путь на юг вдоль побережья Хонсю и в одной миле от Кобе-заки обнаружила небольшой конвой — крупное вспомогательное судно в сопровождении двух эскортных кораблей. Залп из трёх торпед оказался неудачным: две взорвались преждевременно, взрыватель третье не сработал. Подлодка была вынуждена уйти на глубину.
Ночью 9 мая 1943 года радар «Ваху» обнаружил две цели, вскоре идентифицированные как крупный танкер и сухогруз, которые, по всей видимости осуществляли ночной переход между японскими портами без эскортного сопровождения. Подлодка выпустила три торпеды по танкеру и затем ещё три по сухогрузу. На каждое судно пришлось по одному попаданию, оба затонули, и в дальнейшем были идентифицированы как «Такао-мару» (3300 тонн) и «Дзинму-мару» (1200 тонн).
«Ваху» покинула северо-восточное побережье Хонсю, чтобы поиска целей на судоходном пути между Токио и Парамуширом. 12 мая лодка обнаружила два грузовых судна и заняла позицию для атаки. Из четырёх торпед, выпущенных с дистанции 1,1 км, попала только одна. Мортон выпустил последние две торпеды, но первая прошла мимо, вторая ударила в борт, не взорвавшись. Второе судно открыло огонь из палубных орудий и направилось к «Ваху». Исчерпав запас торпед, подлодка направилась в Пёрл-Харбор.
Пятый поход «Ваху» также стал весьма успешным. За 10 дней патрулирования подлодка провела десять торпедных атак по восьми различным целям, но частые отказы торпед снизили итоговый результат почти вдвое.
В последних трёх похода «Ваху» не только установила новый рекорд по потопленному тоннажу, но и по кратчайшему времени боевых действий: 94 778 тонн потоплено и 31 380 тонн повреждено всего за 25 дней патрулирования.
«Ваху» прибыла в Пёрл-Харбор 21 мая 1943 года. На следующий день на борту подлодки адмирал Честер Нимиц, главнокомандующий Тихоокеанским флотом США, лично вручал награды. 24 мая «Ваху» направилась на верфь Мар-Айленд для капитального ремонта. Послеремонтные испытания и учения проходили с 11 по 20 июля. На следующий день подлодка вышла в Пёрл-Харбор, куда прибыла 27 июля 1943 года.

## Шестой поход, август 1943
2 августа 1943 года «Ваху» отправилась в шестой поход. 13 августа подлодка завершила переход через пролив Фриза и достигла Охотского моря. На следующий день подлодка вышла в Японское море, где обнаружила три средних сухогруза, шедших на юг. Единственная торпеда, выпущенная по замыкающему судну в колонне, прошла мимо. Мортон решил продолжить преследование, но когда 15 августа встретилось шедшее на север крупное грузовое судно, предпочтение было отдано ему. Взрыватель первой торпеды не сработал, было выпущено ещё две, но они прошли мимо. «Ваху» развернулась, чтобы задействовать кормовые торпедные аппараты, но следующая торпеда тоже не попала в цель. На горизонте показался миноносец типа «Отори», и дальнейших попыток поразить цель пришлось отказаться. Подлодка перешла в район судоходных путей между Хоккайдо и Кореей.
16 августа «Ваху» обнаружила идущий на юг сухогруз, но предпочла другую цель из-за лучшей позиции для атаки. Торпеда, выпущенная в средний сухогруз, прошла мимо. На следующий день была проведена столь же неудачная атака. Как и в прошлый раз подлодка не стала преследовать цель, рассчитывая встретить более крупное судно. Через некоторое время был обнаружен сухогруз, шедший северным курсом, и подлодка начала атаку с перископной глубины. Первая торпеда прошла мимо. Вторая торпеда чуть не попала в другое судно, шедшее встречным курсом. «Ваху» всплыла и начала преследование судна, шедшего южным курсом, и во время преследования снова сменила цель — ещё одно японское судно шло на большей дистанции от берега. Первая торпеда прошла мимо, вторая, вынырнула на поверхность и преждевременно взорвалась.
За четыре дня «Ваху» обнаружила двенадцать японских судов. Девять из них были безрезультатно атакованы. Десять торпед вынырнули на поверхность, отклонились от курса или не взорвались. Ввиду явного наличия технических проблем с торпедами командование приказало Мортону вернуться на базу.
19 августа «Ваху» заметила ещё одно судно, но атака была вовремя отменена, когда удалось разглядеть советский флаг. В проливе Лаперуза огнём из «Эрликонов» и 76-мм орудия были потоплены несколько японских сампанов. Шестеро рыбаков с первой потопленной лодки были взяты в плен. 25 августа подлодка пришла в Мидуэй, откуда направилась в Пёрл-Харбор, куда прибыла 29 августа.

## Седьмой поход, сентябрь-октябрь 1943
Мортон, недовольный бесплодным предыдущим походом, попросил снова направить его в Японское море. Командование удовлетворило его просьбу, и Мортон вызвался взять на борт боекомплект, полностью состоявший из новых электрических торпед «Марк 18», чтобы не рисковать из-за дефектов парогазовых торпед «Марк 14». «Ваху» вышла из Пёрл-Харбора, приняла топливо в Мидуэе 13 сентября и направилась в пролив Лаперуза. Планировалось перейти в Японское море 20 сентября, за «Ваху» через несколько дней должна была последовать подлодка USS Sawfish (SS-276). В полдень 21 октября «Ваху» должна была покинуть свой район патрулирования к югу от 43-й параллели и направиться на базу. Подлодка должна была выйти на связь после того, как пройдёт между островами Курильской гряды, но этого не произошло.
25 сентября в Японском море «Ваху» потопила «Тайко-мару», который сначала ошибочно приписали на счёт подлодки USS Pompano (SS-181).
5 октября японское новостное агентство «Домей» сообщило о том, что пароход «Конрон-мару» водоизмещением 8100 тонн был потоплен американской подводной лодкой у западного побережья Хонсю недалеко от Цусимского пролива, потери составили 544 человека. После войны объединённый комитет по учёту потерь установил, что за этот временной период «Ваху» потопила ещё три судна суммарным водоизмещением 5300 тонн. Анализ японских документов также показал, что 11 октября, в день, когда «Ваху» должна была выйти из пролива Лаперуза, японских самолёт сил ПЛО обнаружил на поверхности воды пузыри и нефтяное пятно от погрузившейся подводной лодки. В течение дня было предпринято несколько атак с моря и воздуха глубинными бомбами. «Sawfish» также подвергалась атаке в этом проливе двумя днями ранее, так что противолодочная оборона противника находилась в состоянии повышенной боевой готовности.
2 декабря 1943 года «Ваху» была объявлена потерянной вместе со всем экипажем и 6 декабря исключена из списков флота. После потери «Ваху» ни одна подводная лодка не заходила в Японское море до июня 1945 года, когда на лодках появилось оборудование для обнаружения мин. За время службы «Ваху» получила шесть боевых звёзд.

## Поиски и обнаружение «Ваху»

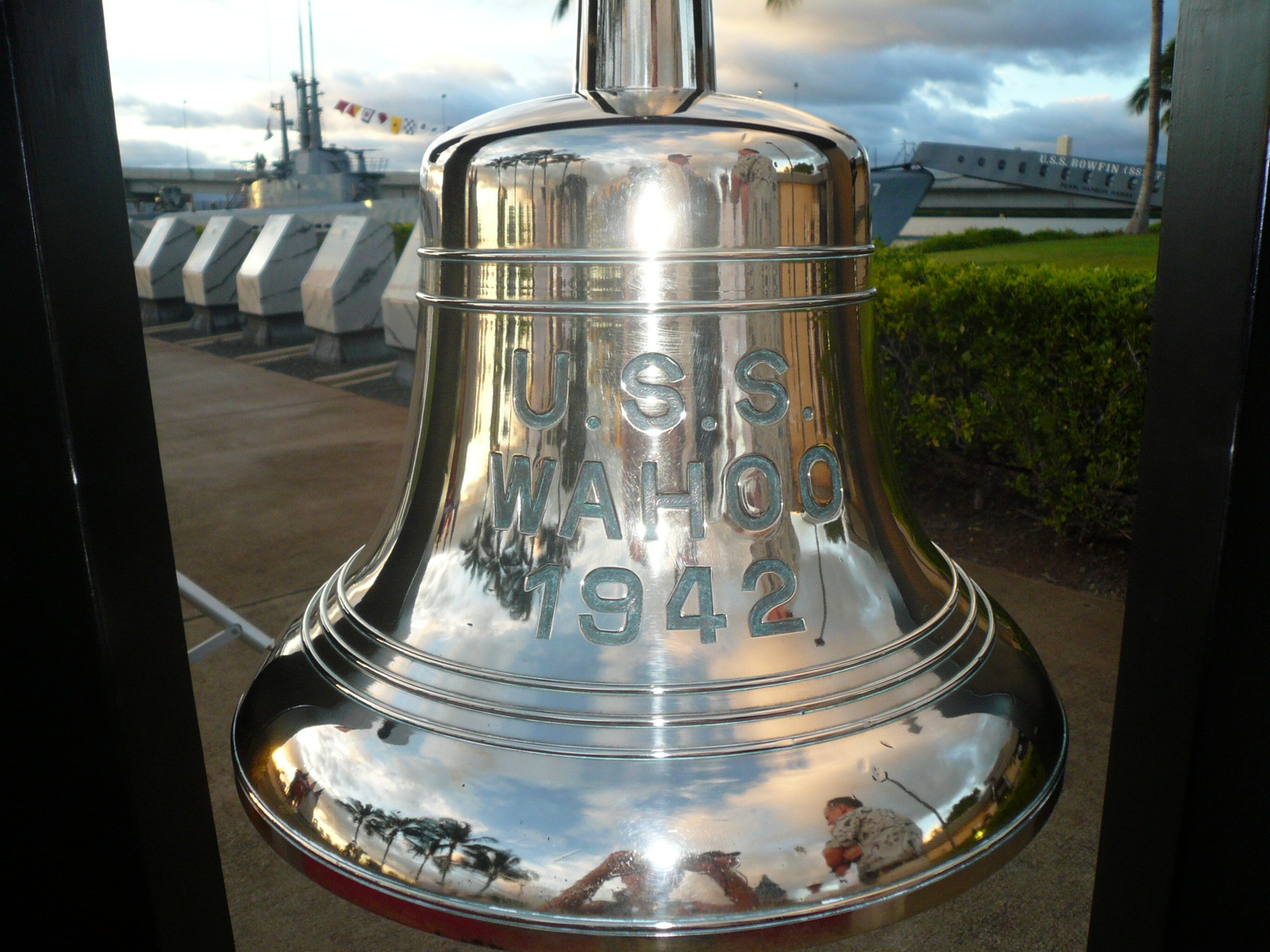
Судовой колокол «Ваху» во время поминальной церемонии 2007 года.

Остов «Ваху» предположительно лежал на дне пролива Лаперуза между Хоккайдо и Сахалином. Начиная с 1995 года организация «Wahoo Project Group» (международная команда под руководством родственника Дадли Мортона, в состав которой входили специалисты из США, Австралии, Японии и России) проводила поиски в возможных районах затопления подлодки. Японский вице-адмирал Кадзуо Уеда помог исследователям, изучив архивные документы, которые позволили уточнить местонахождение остова «Ваху».

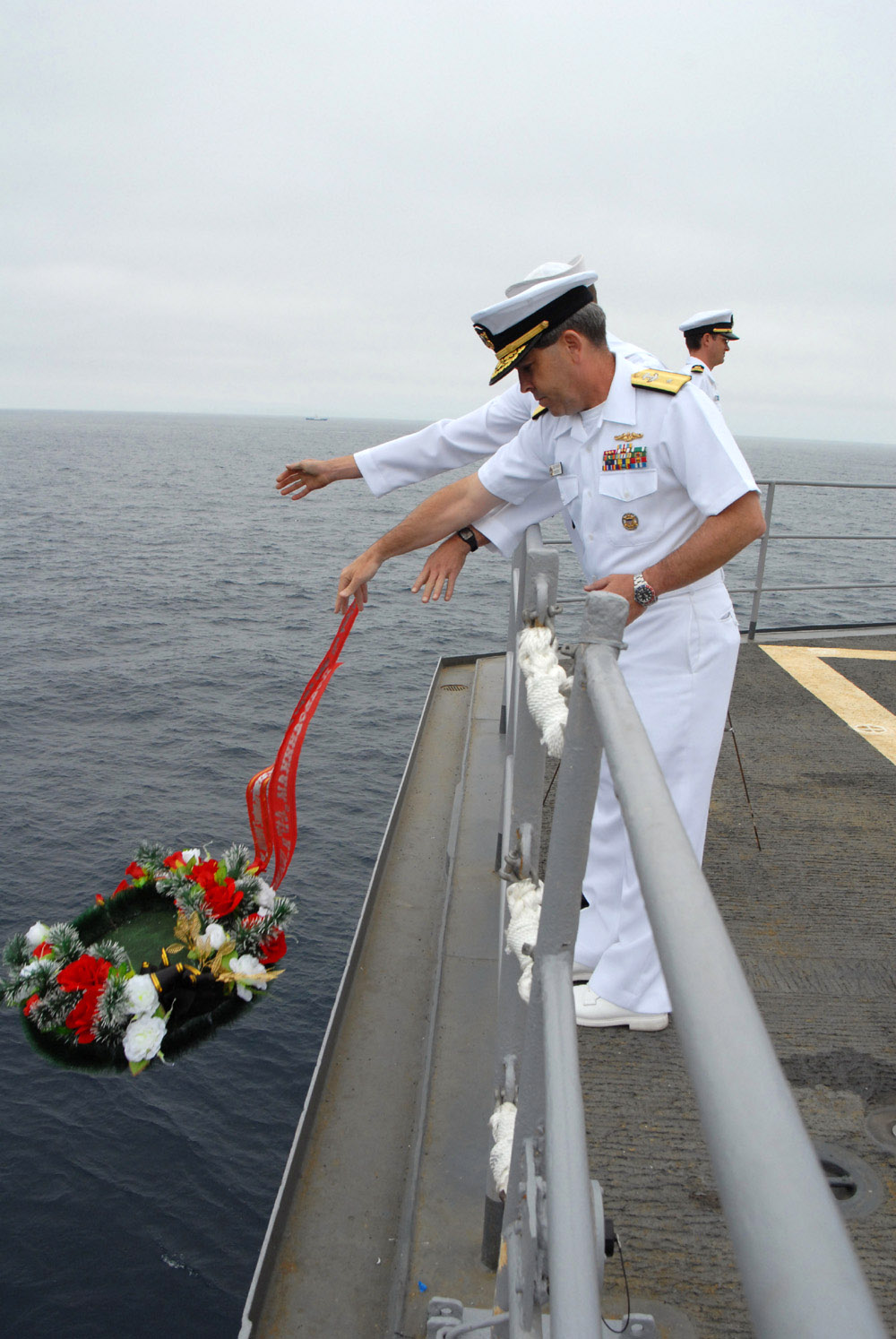
Офицеры ВМФ США спускают на воду венок в месте гибели подлодки «Ваху».

В 2004 году российское научно-исследовательское судно «Профессор Гагаринский» при выполнении работ по промеру глубин обнаружило на дне пролива Лаперуза объект, похожий на подводную лодку. В августе 2005 года детальное обследование данного района проводило другое российское научно-исследовательское судно «Профессор Хромов», в ходе которого в проливе был обнаружен объект, идентифицированный как подводная лодка типа «Гато», установлены его точные координаты и глубина залегания — 60 метров. В 2006 году группа российских подводных исследователей на парусном научном судне «Искра» провела дополнительное изучение местонахождения подлодки с целью уточнения идентификации, включая спуск водолазов и фототелеметрической аппаратуры. 31 октября 2006 года представители ВМФ США подтвердили, что остов подводной лодки на фотографиях, предоставленных «Искрой», действительно принадлежит «Ваху».
Корабль находится на дне практически на ровном киле, наносы ила на корпусе практически отсутствуют. Хорошо просматриваются его повреждения: разлом корпуса лодки от от ограждения рубки до нижней палубы прочного корпуса шириной до 3 метров, в разломе видны ряд внутренних отсеков корабля. Центр разрыва находится на уровне подволока центрального поста, исходя из чего американцы сделали вывод, что подводная лодка была потоплена в результате прямого попадания авиабомбы в район боевой рубки. Российские исследователи полагают, что при таких обстоятельствах нельзя исключать и разрыва глубинной бомбы. Кроме того, в кормовой части легкого корпуса по левому борту и в носовой части легкого корпуса по правому борту также имеются следы внешних боевых повреждений, которые, наиболее вероятно, не являлись критическими при утрате лодкой плавучести.
8 июля 2007 года ВМФ США и России провели совместную церемонию возложения венков в память о погибших командах советской подводной лодки Л-19 и американской «Ваху».
11 октября 2007 года была проведена поминальная церемония на борту превращённой в музей подводной лодки USS Bowfin (SS-287) в Пёрл-Харборе, после которой команда «Wahoo Project Group» рассказала об истории поиска и обнаружения «Ваху».

## Награды
- Благодарность Президента за службу во время Второй мировой войны
- Медаль «За Азиатско-тихоокеанскую кампанию» с шестью боевыми звёздами
- Медаль Победы во Второй мировой войне